# Holorime
HolorimeまたはHolorhymeとは、押韻の1形式で、全行または全フレーズに韻が押されているもの。Holorimeは同音異字の韻文から成る対句か短詩として存在しうる。

## 英語詩のHolorime
"In Ayrshire hill areas, a cruise, eh, lass?"
"Inertia, hilarious, accrues, he'las!"
-- Miles Kington『A Lowlands Holiday Ends in Enjoyable Inactivity』

## フランス語のHolorime
フランス詩では、3つ以上の音素の押韻は「rime richissime」（非常に豊かな押韻）である。Holorimeはその極端な例である。
Et ma blême araignée, ogre illogique et las
Aimable, aime à régner, au gris logis qu'elle a.
-- ヴィクトル・ユーゴー
Poème holorime（Holorime詩）の代表的人物はアルフォンス・アレーである。
Par les Bois du Djinn, où s'entasse de l'effroi,
Parle et bois du gin !... ou cent tasses de lait froid.
-- アルフォンス・アレー

## その他の例
Holorimeは響きは同じだが意味は違う2つのフレーズのことを指すこともありうる。そのようなHolorimeは、「Scuse me while I kiss the sky」と「Scuse me while I kiss this guy」といった具合に、音楽の歌詞の中に現れる。